# Eucera parnassia
Eucera parnassia är en biart som beskrevs av Pérez 1902. Eucera parnassia ingår i släktet långhornsbin, och familjen långtungebin. Inga underarter finns listade i Catalogue of Life.